# 哈姆扎·門迪爾
哈姆扎·門迪爾（阿拉伯语：حمزة منديل；1997年10月21日—）是摩洛哥的一位足球運動員。在場上司職左後衛。現效力於希臘足球超級聯賽球隊阿里斯。